# اصل طرد پاولی
قاعده پاولی یا قاعده غیر امکان یا اصل طرد پاولی (به انگلیسی: Pauli exclusion principle) اصلی در مکانیک کوانتومی است که ولفگانگ پاولی فیزیک‌دان اتریشی/سوئیسی در سال ۱۹۲۵ بیان کرد.
اصل طرد پاولی بیان می‌کند که هیچ دو الکترونی، یا به‌طور کلی هیچ دو فرمیون مشابهی، نمی‌توانند حالت کوانتومی یکسانی داشته باشند؛ (مثلا به‌طور هم‌زمان در یک مکان باشند). این اصل برای درک پدیده‌های مختلف، از ذرات بنیادی گرفته تا ساختار ستاره‌ها، نقش اساسی ایفا می‌کند. اصلی هست که بنا به آن، هیچ دو الکترونی در اتم وجود ندارد که مجموعه اعداد کوانتومی آنها مشابه باشد.

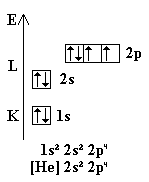
پیکربندی الکترونی اتم اکسیژن. هر مربع ترکیبی منحصر به فرد از اعداد کوانتومی را نشان می‌دهد که می‌تواند حداکثر ۲ الکترون با اسپین‌های مخالف (فلش‌های بالا و پایین) داشته‌باشد، زیرا قاعده پاولی بیان می‌کند که اگر اعداد کوانتومی دیگر یکسان باشند، الکترون‌های یک اتم باید حداقل یک اسپین متفاوت داشته‌باشند.

## آشنایی

ولفگانگ پاولی

در سال ۱۹۲۴، ادموند استونر برای اتم‌ها مدلی پیشنهاد کرد که با تجربیات طیف نمایی و جدول تناوبی سازگار بود و در آن، هر الکترون اتمی سه عدد کوانتومی، به‌ترتیب متناظر با اعداد کوانتومی و تکانه زاویه‌ای مداری بود. n و l و عدد کوانتومی داخلی، J+1/2 داشت و تعداد الکترون‌ها در هر پوستهٔ الکترونی برابر با (2S+۱) یا دو برابر عدد کوانتومی داخلی بود.
ولفگانگ پاولی در سال ۱۹۳۵ نشان داد که ساختار پوسته‌ای کامل ترازهای انرژی را می‌توان با تخصیص یک عدد کوانتومی چهارم، به الکترون، mj، که مقادیر مجاز j- و j+1- و … و j-1 و j را اختیار می‌کند، توضیح داد؛ اما به شرطی که از اصل طرد جدید پیروی شود. هیچ دو الکترونی نمی‌توانند چهار عدد کوانتومی (mj , j , l , n) یکسان داشته باشند. عدد کوانتومی چهارم به تکانه زاویه‌ای ذاتی (اسپین) الکترون نسبت داده می‌شود که نخستین بار توسط ژرژ اولنبک و ساموئل گوداشمیت مطرح شد.

## اصل طرد پاولی و مدل اتمی بور
وقتی که مدل اتمی بور با موفقیت ارائه و پذیرفته شد، این پرسش مطرح شد که الکترون‌ها در سیستم سنگین چگونه سازمان پیدا می‌کنند؟ معادله شرودینگر هیچگونه جواب قانع کننده‌ای برای این پرسش نداشت. چون مطابق این معادله اگر دمای یک سیستم را به دمای نزدیک به دمای صفر مطلق نزدیک کنیم، آنگاه انتظار می‌رود که تمام الکترون‌های یک اتم به پایین‌ترین سطح انرژی (n=۱) منتقل شوند، اما نتایج تجربی طیف‌شناس‌ها را نمی‌توان با این فرض توضیح داد. تا این که فردی به نام ولفگانگ پاولی توانست این معما را حل کند. وی نظریه‌ای پیشنهاد داد که امروزه این نظریه به اصل طرد پاولی معروف است.
مطابق این اصل در یک اتم در حالت پایه هیچ دو الکترونی را نمی‌توان یافت که هر چهار عدد کوانتومی آنها یکسان باشد. اعداد کوانتومی الکترون‌ها عبارتند از:
_عدد کوانتومی اصلی که با n نشان داده می‌شود.
_عدد کوانتومی مداری که با L نشان داده می‌شود.
_عدد کوانتومی مغناطیسی که با m نشان داده می‌شود.
_عدد کوانتومی اسپین که با s نشان داده می‌شود.
بین هر جفت الکترون، حداقل یکی از این اعداد متفاوت از دیگری هست، این بیان اصل طرد پاولی در مدل اتمی بور است.

## شرط برقراری اصل طرد پاولی
در پی ظهور مکانیک موجی در ۱۹۲۶، پل دیراک و مستقل از او، ورنر هایزنبرگ نشان دادند که اگر تابع موج سیستم‌های الکترونی پادمتقارن باشد، یعنی اگر بر اثر تعویض تمام مختصات هر زوج الکترونی از جمله اسپین آنها تابع موج تغییر علامت بدهد، اصل طرد پاولی خود به خود برقرار خواهد شد. به عبارت کلّی‌تر، تابع موج هر سیستمی از ذرات یکسان باید بر اثر تعویض تمام مختصات هر دو ذره‌ای یا بدون تغییر بماند که در این صورت ذرات بوزون نامیده می‌شوند.
اسپین بوزون مضرب درستی از ħ/۲ است. در صورتی که اسپین فرمیون‌ها مضرب فردی از (ħ/۲ و۱/۲ ħ/۲ , ۳/۲ ħ/۲ …) است. فقط فرمیون‌ها از اصل طرد پاولی پیروی می‌کنند. در نظریه، این وابستگی بین اسپین و آمار ذرات را یک واقعیت تجربی تلقی می‌کنند؛ در صورتی که در نظریه میدان الکتریکی کوانتومی نیستند، همان‌طور که پاولی در سال ۱۹۴۰ در اثر معروف قضیه اسپین-آمار خود نشان داد و این وابستگی یک پیامد کلی علیتی به حساب می‌آید.

## ویژگی اصل طرد پاولی
اصل طرد برخی از بنیادی‌ترین ویژگی‌های ماده را در تمامی اشکالش توصیف می‌کند. اگر به خاطر اصل طرد پاولی نبود، تمام اتم‌ها در اصل ساختار الکترونی یکسانی می‌داشتند و این ساختار به صورت پوسته‌ای از الکترون‌ها در اطراف هسته درمی‌آمد. هیدروژن و هلیوم در واقع یک پوسته دارند، اما برای لیتیوم که سه الکترون دارد، وضعیت فرق می‌کند. دو الکترون اول، اوربیتال (یا حالت انرژی) یکسانی را با اسپین‌های متقابل اشغال می‌کنند. اما به علت اصل طرد پاولی، الکترون سوم باید به اوربیتال جدیدی برود که به‌طور متوسط از هسته دورتر است. به این ترتیب، بر خلاف هلیوم، لیتیوم به راحتی یونیزه می‌شود و در واکنش‌های شیمیایی شرکت می‌کند.

## اصل طرد پاولی در هسته‌ها
در ساختار پوسته‌ای هسته‌ها هم با وضعیت مشابهی روبرو می‌شویم. چون پروتون و نوترون می‌توانند از طریق برهم‌کنش ضعیف به یکدیگر تبدیل شوند و در همان حال هر دو تحت تأثیر نیروهای هسته‌ای مشابهی قرار دارند به بقیه است که آنها را به عنوان دو حالت از یک نوکلئون که از لحاظ مختصه ذاتی یا عدد کوانتومی دیگری به نام اسپین ایزوتوپی (ایزوسپین) با یکدیگر تفاوت دارند، در نظر بگیریم.
در این صورت اصل طرد پاولی ایجاب می‌کند که هیچ دو نوکلئونی در یک حالت که با اعداد کوانتومی فضایی و اسپینی و ایزوسپینی یکسان مشخص می‌شود، نباشند. از اصل پاولی می‌توان حتی پیامدهای بنیادی‌تری در سطح زیر هسته‌ای به دست آورد.

## یک مثال عملی برای اصل طرد پاولی
به عنوان مثال، باریون‌ها متشکل از سه کوارک هستند و نتایج آزمایشی حاکی از آن است که ترازهای آنها تابع موج‌هایی دارند که نسبت به تعویض اعداد کوانتومی فضایی اسپینی و طعم دو کوارک متقارن‌اند. این امر ظاهراً به دلیل آنکه کوارک‌ها فرمیون هستند، با اصل پاولی در تناقض است. اعتقاد راسخ فیزیکدانان به اعتبار عام اصل طرد پاولی، به فرض و متعاقباً به تأیید یک عدد کوانتومی کوارکی جدید، به نام رنگ انجامیده‌است. به این ترتیب، هیچ دو کوارکی نمی‌توانند حالت‌هایی را که از نظر فضای اسپینی، طعم و رنگ یکسان باشند، اشغال کنند.

## اصل طرد پاولی در تراز فرعی
مجموعه تمام حالت‌های اشغال شده در هر سیستم بس‌الکترونی را دریای فرمی، و بالاترین تراز اشغال شده در دمای صفر مطلق را انرژی فرمی می‌نامند. در نظریه فلزات که انرژی‌های فرمی نوعاً از مرتبه چند الکترون ولت، یعنی خیلی بیشتر از انرژی میانگین KT = 0.02 ev برای گاز ایده‌ال در دمای معمولی هستند، از همین تصویر استفاده می‌شود.
چون اصل طرد مانع می‌شود که تمام الکترون‌ها در پایین‌ترین حالت انرژی تجمع کنند، بعضی از آنها حتی در دماهای بسیار پایین انرژی‌هایی نزدیک به انرژی فرمی، یعنی انرژی‌های متناظر با دماهای چند هزار درجه دارند؛ بنابراین گرم کردن فلز از T = ۰ تا دمای معمولی تأثیر کمی روی توزیع انرژی الکترون‌ها، تأثیر ناچیزی روی گرمای ویژه فلزات دارند و همچنین چرا فلزات نوعاً باید تا حد گداختگی داغ باشند تا الکترون‌ها بتوانند از آنها خارج شوند.

## مشخص کردن تراز نوار رسانش توسط اصل طرد پاولی
اصل طرد، همراه با این نکته که ترازهای انرژی الکترونی جامدات در نوارهای انرژی مشخصی توزیع شده‌اند، مبنای نظریه رسانندگی الکتریکی و بسیاری از جنبه‌های فناوری جدید است. جامدی که بالاترین نوار اشغال شده آن - طبق اصل طرد - کاملاً پر شده باشد، یک عایق الکتریکی است. الکترون‌های آن بر اثر میدان الکتریکی نمی‌توانند آزادانه جریان پیدا کنند. به زبان ساده، به‌علت اصل پاولی جایی برای رفتن ندارند.
از طرف دیگر، اگر فقط قسمتی از بالاترین نوار اشغال شده پر باشد، جسم جامد رسانای خوبی برای الکتریسیته است. در نیم‌رساناها گاز بین نوار کاملاً پر شده و نوار رسانش مجاز بعدی کوچک، نوعاً در حدود 2ev یا کمتر است. در دمای صفر است که در دمای معمولی بعضی از الکترون‌ها می‌توانند از آن عبور کنند و بخشی از نوار رسانش را پر کنند در نتیجه رسانندگی الکتریکی با افزایش دما افزایش می‌یابد.

## اصل طرد پاولی و اثر فوتوالکتریک
الکترون‌ها می‌توانند با جذب تابش به نوار رسانش نیم‌رسانا صعود کنند. البته با این شرط که انرژی فوتون فرودی از گاف انرژی بیشتر باشد. این اثر فوتوالکتریک، مبنای خیلی از کاربردها از قبیل در بازکن‌های خودکار است که در آنها جریان الکتریکی با تابش نور کنترل می‌شوند. وقتی که یک الکترون وارد نوار رسانش می‌شود، در دریای فرمی یک جای خالی یا حفره باقی می‌ماند که اشغال آن از نظر اصل پاولی مجاز است.
یک الکترون نوار رسانش می‌تواند به چنین حفره‌ای منتقل شود و با این کار طی فرایندی که مشابه گسیل فوتون به هنگام پرش الکترون اتمی به حالتی با انرژی پایین‌تر است، نور تابش می‌شود. این فرایند تابشی الکترون و حفره اساس کار دیود نور گسیل (LED) است. در این فرایند وقتی که به جای خود به خودی بودن از نوع تحریکی باشد، اساس کار لیزرهای نیم‌رسانا است. طرز کار ترانزیستورها، پیوندگاه‌های دیودی را هم می‌توان با ملاحظات مشابهی، بر مبنای تولید الکترون‌های رسانش در پی آلاییدگی نیم‌رساناها توضیح داد.